# Ley Uwera
Ley Uwera est une photojournaliste congolaise,,, née le 9 décembre 1989 à Goma en République démocratique du Congo. Elle met en lumière les conflits et documente l'évolution socioculturelle de la région orientale de l'Afrique, en particulier au Congo-Kinshasa. Uwera collabore avec le collectif Everyday Africa (en) et est membre de l'International Women's Media Foundation,.

## Biographie

### Jeunesse, formation et débuts
Ley Uwera est née le 9 décembre 1989 à Goma (Zaïre), aujourd’hui République démocratique du Congo. Son parcours photographique a commencé pendant son adolescence lorsqu'elle a acquise son premier appareil photo, prenant des photos de sa famille et des magnifiques paysages de Goma. À travers ses photos, elle a trouvé un moyen de se connecter aux émotions des gens et de raconter des histoires puissantes.

### Carrière
Uwera est titulaire d'un diplôme de licence en journalisme à l’Université du Cepromad,. Elle est photojournaliste indépendante, membre de l'Initiative de l'IWMF pour des reportages sur les Grands Lacs et les pays d’Afrique centrale et a travaillé en tant que correspondante avec plusieurs médias internationaux, dont la BBC, Le Monde, NPR, The Washington Post, Aljazeera, Global Press Institute (en) et Jeune Afrique,,,,,,. Ses réalisations sont des reportages basées sur les conflits et elle documente l'évolution sociale et culturelle de la partie orientale du continent Africain, avec un intérêt particulier pour le Congo.
Ses photographies ont été présentées dans diverses publications telles que The New Humanitarian, Departures , Huck Magazine (en), le blog « LENS » du New York Times, Upworthy, Vantage  et Vrij Nederland. De plus, son travail a été présenté lors d'expositions à « Fes » en Istanbul, Turquie,. Elle a travaillée pour le UNHCR « Haut Commissariat des Nations unies pour les réfugiées », ONU Femmes, Care International, Drugs for Neglected Disease ou « Médicaments contre les maladies négligées », le Programme alimentaire mondial, le Comité international de la Croix-Rouge, les Nations unies, Fondation Packard et Tear Fund (en), et a participé à la production de rapports annuels pour le Congo Research Group (CRG),. Ses photographies documentant le conflit de l'Est du Congo ont été exposées au prix Bayeux Calvados-Normandie des correspondants de guerre en France en 2023.

## Récompenses

### Nominations
- 2021 : 3e édition du Prix LOKUMU, Ley Uwera parmi les nominés dans la catégorie photographie[23].
- 2022 : 12e édition du Visa d’or humanitaire du CICR, l’œuvre de Ley Uwera figure dans le top 5 photos illustrant la thématique[24].